# Pholidopleuriformes
De Pholidopleuriformes zijn een orde van uitgestorven straalvinnige beenvissen. Ze vallen samen met de Pholidopleurida.

## Taxonomie
- Familie Pholidopleuridae Abel 1919/Wade 1932
  - Gracilignathichthys Bürgin 1992
    - Gracilignathichthys microlepis Bürgin 1992

  - Arctosomus Berg 1941 [Neavichthys Whitley 1951]
    - Arctosomus sibiricus Berg 1941

  - Macroaethes Wade 1932
    - M. alta Wade 1935
    - M. brookvalei Wade 1932

  - Pholidopleurus Bronn 1858
    - P. ticinensis Bürgin 1992
    - P. xiaowaensis Liu & Yin 2006
    - P. typus Bronn 1858